# Station London Charing Cross
Charing Cross is een treinstation in Westminster, een wijk in het centrum van Londen. Het is een kopstation, dat opmerkelijk genoeg verbonden is met twee andere kopstations in Londen, namelijk Waterloo en London Bridge. Het station is vernoemd naar het Charing Cross, een monument dat enkele honderden meters noordoostelijker staat. Het station bevindt zich tussen de Strand en de Theems, terwijl het gelijknamige metrostation iets noordoostelijker ligt, aan de overkant van de Strand, dichter bij het monument op het gelijknamige plein.
Het is een van de zeventien stations die beheerd worden door Network Rail; de treindiensten worden verzorgd door Southeastern en Southern. De treinen bereiken het station via Hungerford Bridge over de Theems. Per 2011 vertrokken er buiten de spits zestien treinen per uur naar de verschillende bestemmingen.

## Gebouw
Het oorspronkelijke station is gebouwd door de South Eastern Railway, een maatschappij die geen verband heeft met het huidige Southeastern. Het verrees op de locatie van de Hungerford-markt en werd geopend op 11 januari 1864. Het station had een smeedijzeren dak dat in een enkele overspanning de zes sporen overbrugde. De lijn van dit dak is nog in het metselwerk te zien. Een jaar later, op 15 mei 1865, werd het Charing Cross Hotel geopend. Hiermee kreeg het station een gevel in de Franse renaissancestijl.
Het originele dak is ingestort op 5 december 1905, met zes doden als gevolg. Het dak is vervangen door een doelmatige overkapping met kolommen en liggers. Na bomschade in de Tweede Wereldoorlog zijn de bovenste twee verdiepingen van het hotel herbouwd. In 1990 is een kantoor- en winkelcomplex gebouwd boven het grootste deel van de perrons.

## Verbindingen met metrolijnen
Charing Cross ligt naast twee stations van de metro van Londen: metrostation Charing Cross en Embankment. Embankment heette tot halverwege de jaren 1970 Charing Cross, terwijl het huidige Charing Cross aangeduid werd als Trafalgar Square. Ze werden qua naam samengevoegd toen deze stations onderling verbonden werden door de aanleg van de Jubilee Line in 1979.

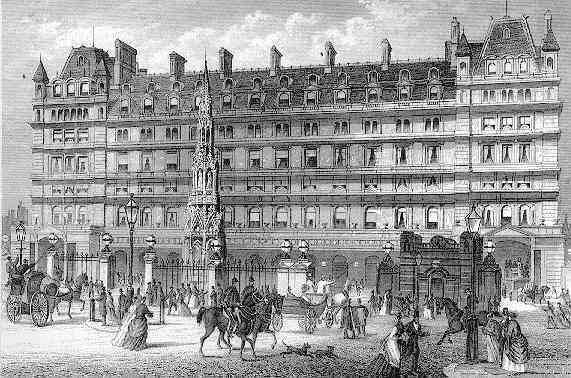
19e-eeuwse prent van het Charing Cross Hotel, met onderdoorgang naar de sporen. Op de voorgrond het kruispunt Charing Cross